# Plackwald
Der Plackwald ist ein bis 581,5 m ü. NHN hoher Höhenzug des Rheinischen Schiefergebirges im Kreis Soest und Hochsauerlandkreis, Nordrhein-Westfalen. Innerhalb des Nordsauerländer Oberlands (Ordnungsnummer 334) bildet er die naturräumliche Untereinheit Plackweghöhe (Plackwald) (334.5).

## Geographie

### Lage
Der Plackwald liegt im Naturpark Arnsberger Wald zwischen Meschede im Süden und Warstein im Norden. Er erstreckt sich vom nordöstlichen Stadtgebiet von Arnsberg im Westen bis zum Briloner Ortsteil Esshoff im Osten. Als Teil der Wasserscheide zwischen Ruhr im Süden und deren Zufluss Möhne im Norden weist er eine Reihe von Anhöhen mit der Plackweghöhe (581,5 m) als höchste Erhebung auf, deren Name zugleich Synonym für den Höhenzug beiderseits entlang des Plackwegs darstellt. Hauptverkehrsachse ist die etwa mittig an der Passhöhe Stimmstamm (541,1 m) die Landschaft durchschneidende Bundesstraße 55. Zu den markanten Stellen des Plackwaldes gehören der Fernmeldeturm Meschede und der Aussichtsturm Lörmecke-Turm und zu seinen Fließgewässern Heve, Langer Bach, Lörmecke und Wideybach.

### Naturräumliche Zuordnung
Der Plackwald bildet in der naturräumlichen Haupteinheitengruppe Süderbergland (Nr. 33) und in der Haupteinheit Nordsauerländer Oberland (334) die Untereinheit Plackweghöhe (Plackwald) (334.5). Nördlich schließen sich die Untereinheiten Oberer Arnsberger Wald (334.3) und Warsteiner Hügelland (334.4) an, im Osten der Obermöhne- und Almewald (334.6), im Südwesten und Westen das Oeventroper Ruhrtal (334.1) und im Süden die Haupteinheit Sauerländer Senken (335).

## Beschreibung
Der Plackwald ist ein etwa 500 bis 550 m hoher Flachrücken, der sich vom Großen Berg beim Arnsberger Ortsteil Oeventrop über den Warsteiner Kopf und die Nuttlarhöhe bis zur Briloner Hochfläche ostwärts hinzieht. Geologisch besteht der Höhenzug aus gefalteten Gesteinen des Oberkarbons. In der Nuttlarer Mulde bilden quarzitische Ton- und Grauwackeschiefer der Arnsberger Schichten aus dem Namurium den Untergrund. Häufig streichen dabei Tonschiefer-Horizonte aus.
Nach Norden fällt der Plackwald vergleichsweise sanft bis auf 450 m Höhe in den Breitenbrucher Wald (334.32) und das Warsteiner Hügelland ab. Nach Süden hin ist der Abfall zum rund 250 m tiefer gelegenen Ruhrtal schroff und scharfkantig. Über die am Südrand des Oberen Arnsberger Wald gelegene Plackweghöhe verläuft die Oberkante der Abdachung des Rumpfgebirges zu den Innensauerländer Senken (335) hin. Dadurch bedingt ist das Klima im Plackwald rauer und mit rund 1.000 mm Jahresniederschlag regenreicher als in anderen Bereichen des Nordsauerländer Oberlands. Die Mai-/Juli-Mitteltemperatur beträgt etwa 12 bis 13 °C. Die podsoligen Böden sind basenarm, sandig-lehmig und mittelgründig. In den Quellmulden neigen sie zur Staunässe- und Moorbildung.

## Berge
Zu den Bergen, Erhebungen, Berspornen und anderen markanten, hoch gelegenen Stellen des Plackwaldes gehören – sortiert nach Höhe in Meter (m) über Normalhöhennull (NHN; wenn nicht anders genannt laut ):
- Plackweghöhe (581,5 m), nordnordöstlich von Eversberg (am Plackweg); mit Lörmecke-Turm
- Namenlose Kuppe (557,4 m), südsüdöstlich vom Fernmeldeturm Meschede
- Warsteiner Kopf (556,9 m), nordnordöstlich von Eversberg
- Gemeinheitskopf (551,9 m), nordnordwestlich von Föckinghausen
- Namenlose Kuppe (550,6 m), nordwestlich vom Fernmeldeturm Meschede (am Plackweg)
- Niekopf (550,4 m), nördlich von Eversberg; Quellbereich des Wideybachs
- Wiemert (544,2 m), nördlich von Föckinghausen
- Ensterknick (543,2 m), Flurstück/Wohnplatz nördlich von Meschede-Galiläa (am Plackweg)
- Nuttlarer Höhe (542,2 m[4]), nördlich von Nuttlar
- Stimmstamm (541,1 m), Passhöhe an B 55, nördlich von Meschede
- Liverhagen (522,6 m[4]), nördlich von Eversberg
- Moosberg (522,0 m), nördlich von Meschede
- Hornscheid (519,7 m), nördlich von Eversberg
- Brandenberg (509,3 m), nördlich vom Fernmeldeturm Meschede
- Neuer Berg (504,2 m), südwestlich von Hirschberg
- Wennemer Höhe (503,3 m), nördlich von Wennemen
- Kopf (500,8 m), nordöstlich von Eversberg
- Blumenkopf (Südkopf, 500,7 m), südwestlich von Warstein, nahe der B 55
- Blumenkopf (Nordkopf, 498,9 m), südwestlich von Warstein, nahe der B 55
- Großer Berg (476,0 m), nordöstlich von Freienohl
- Meidenberg (466,7 m), südöstlich von Hirschberg